# Joan X d'Alexandria
Joan X (copte: Ⲓⲟⲁⲛⲛⲟⲩ Ⲓ; àrab: يوأنس العاشر, Yuʾannas al-ʿĀxir) fou el 85è papa d'Alexandria i patriarca de la Seu de Sant Marc. Joan era conegut com al-Mútaman aix-Xamí o al-Mútaman el Sirià (àrab: المؤتمن الشامي, al-Muʾtaman ax-Xāmī), i era de Damasc, Síria. Era un home just i savi. Fou entronitzat el 12 de pashons segons el calendari copte, és a dir el 7 de maig, de l'any 1363. Va romandre al tron durant sis anys, dos mesos i set dies. Va ser enterrat a l'església de Sant Mercuri, al Caire copte, al costat de sant Simó l'Adober.